# Okunuki Kanji
Kanji Okunuki (sinh ngày 11 tháng 8 năm 1999) là một cầu thủ bóng đá người Nhật Bản.

## Sự nghiệp câu lạc bộ
Kanji Okunuki đã từng chơi cho Omiya Ardija.